# Prix de la Fondation internationale des femmes dans les médias
Les prix de l'International Women's Media Foundation sont décernés tous les ans par l'International Women's Media Foundation (IWMF) à des femmes journalistes  depuis la fondation de l'organisation en 1990 : le prix du courage dans le journalisme (décerné depuis 1990) ; le prix pour l'ensemble de sa carrière (décerné de 1991 à 2018) ; le prix Anja Niedringhaus du courage dans le photojournalisme (décerné depuis 2015) ; le prix Gwen Ifill (décerné depuis 2017) ; et le prix Wallis Annenberg Justice for Women Journalists (décerné depuis 2021).
Les cérémonies de remise des prix 2014 ont eu lieu le 22 octobre à New York et le 29 octobre à Los Angeles.

## Prix du courage dans le journalisme
Le prix du courage dans le journalisme récompense les femmes qui écrivent dans des zones dangereuses,. Il est décerné chaque année depuis 1990, et plus de 130 femmes de 54 pays l'ont reçu depuis.
1990
- María Jimena Duzán de Colombie
- Florica Ichim de Roumanie
- Caryle Murphy des États-Unis
- Liliane Pierre-Paul d'Haïti

1991
- Lyubov Kovalevskaya d'Ukraine

1992
- Catherine Gicheru du Kenya
- Kemal Kurspahic, Gordana Knezevic de Bosnie-Herzegovine
- Margaret Moth de Nouvelle-Zélande

1993
- Donna Ferrato des États-Unis d'Amérique
- Mirsada Sakic-Hatibovic, Arijana Saracevic de Bosnie-Herzegovine
- Cecilia Valenzuela du Pérou

1994
- Christiane Amanpour des États-Unis d'Amérique
- Razia Bhatti (1944–1996) du Pakistan
- Marie-Yolande Saint-Fleur d'Haïti

1995
- Chris Anyanwu du Nigeria
- Horria Saihi d'Algérie
- Gao Yu de Chine

1996
- Ayse Onal de Turquie
- Saida Ramadan du Soudan
- Lucy Sichone de Zambie

1997
- Bina Bektiati d'Indonésie
- Corinne Dufka des États-Unis d'Amérique
- Maribel Gutierrez Moreno du Mexique

1998
- Elizabeth Neuffer (1956–2003) des États-Unis d'Amérique
- Blanca Rosales Valencia du Pérou
- Anna Zarkova de Bulgaria

1999
- Sharifa Akhlas d'Afghanistan
- Kim Bolan du Canada
- Aferdita Kelmendi du Kosovo

2000
- Marie Colvin (1956–2012) du Royaume-Uni
- Agnes Nindorera du Burundi
- Zamira Sydykova du Kyrgyzstan

2001
- Amal Abbas du Soudan
- Jineth Bedoya Lima de Colombie
- Carmen Gurruchaga d'Espagne

2002
- Kathy Gannon du Canada
- Sandra Nyaira du Zimbabwe
- Anna Politkovskaya (1958–2006) de Russie

2003
- Anne Garrels des États-Unis d'Amérique
- Tatyana Goryachova d'Ukraine
- Marielos Monzon du Guatemala

2004
- Gwen Lister de Namibie
- Mabel Rehnfeldt du Paraguay
- Salima Tlemcani d'Algérie

2005
- Sumi Khan du Bangladesh
- Anja Niedringhaus (1965–2014) d'Allemagne
- Shahla Sherkat d'Iran

2006
- Jill Carroll des États-Unis d'Amérique
- May Chidiac du Liban

2007
- Lydia Cacho du Mexique
- Serkalem Fasil d'Ethiopie
- McClatchy's du bureau de Baghdad (Shatha al Awsy, Zaineb Obeid, Huda Ahmed, Ban Adil Sarhan, Alaa Majeed, and Sahar Issa) en Irak

2008
- Farida Nekzad d'Afghanistan
- Sevgul Uludag de Chypre
- Aye Aye Win du Myanmar

2009
- Jila Baniyaghoob of Iran
- Iryna Khalip de Biélorussie
- Agnes Taile du Cameroun
- Amira Hass d'Israel

2010
- Claudia Julieta Duque of Colombia
- Vicky Ntetema de Tanzanie
- Tsering Woeser duTibet

2011
- Adela Navarro Bello du Mexique
- Parisa Hafezi d'Iran
- Chiranuch Premchaiporn deThailande

2012
- Reeyot Alemu d'Ethiopie
- Asmaa Al-Ghoul de Palestine
- Khadija Ismayilova d'Azerbaijan

2013
- Najiba Ayubi of Afghanistan
- Nour Kelze de Syria
- Bopha Phorn du Cambodge
- Anne Finucane des États-Unis d'Amérique

2014
- Arwa Damon des États-Unis d'Amérique
- Solange Lusiku Nsimire  of the Democratic Republic of the Congo
- Brankica Stanković  of Serbia
- Alexandra Trower des États-Unis d'Amérique

2015
- Mwape Kumwenda de Zambie
- Janna Nemtsova de Russie
- Lourdes Ramirez du Honduras

2016
- Mabel Cáceres du Pérou
- Janine di Giovanni des États-Unis d'Amérique, du Royaume-Uni, et de France
- Stella Paul of India

2017
- Deborah Amos des États-Unis d'Amérique
- Saniya Toiken du Kazakhstan
- Hadeel al-Yamani du Yemen

2018
- Meridith Kohut des États-Unis d'Amérique
- Nima Elbagir
- Rosario Mosso Castro
- Anna Babinets
- Zehra Doğan de Turquie

2019
- Anna Babinets d'Ukraine
- Anna Nimiriano du Soudan du Sud
- Liz Sly du Royaume-Uni
- Lucia Pineda du Nicaragua
- Nastya Stanko d'Ukraine

2020
- Gulchehra Hoja du Chine et des États-Unis d'Amérique
- Jessikka Aro de Finlande
- Solafa Magdy d'Egypte
- Yakeen Bido de Syrie

2021
- Khabar Lahariya salle des nouvelles en Inde
- Paola Ugaz du Pérou
- Vanessa Charlot des États-Unis d'Amérique

2022
- Cerise Castle des États-Unis d'Amérique
- Lynsey Addario d'Ukraine and des États-Unis d'Amérique
- Victoria Roshchyna d'Ukraine

2023
- María Teresa Montaño Delgado du Mexique

## Prix pour l'ensemble de sa carrière
Le Lifetime Achievement Award a été décerné chaque année de 1991 à 2018.

## Prix Anja Niedringhaus du courage en photojournalisme
Le prix Anja Niedringhaus du courage dans le photojournalisme, décerné chaque année depuis 2015, porte le nom d'Anja Niedringhaus, la photojournaliste tuée en Afghanistan lors de l'élection présidentielle afghane de 2014.
 

## Prix Gwen Ifill
Le prix Gwen Ifill, décerné chaque année depuis 2017, est une récompense destinée aux femmes américaines et aux journalistes non binaires de couleur travaillant dans les médias d'information. Il est nommé en l'honneur de la mémoire de Gwen Ifill, co-présentatrice de PBS Newshour.

## Prix Wallis Annenberg pour la justice des femmes journalistes
Le prix Wallis Annenberg Justice for Women Journalists est attribué chaque année depuis 2021. Elle « attire l'attention sur les femmes journalistes qui sont arrêtées, prévenues ou emprisonnées ». Son nom vient de la philanthrope américain Wallis Annenberg.
 